# 2013 في إسبانيا
فيما يلي قوائم الأحداث التي وقعت خلال عام 2013 في إسبانيا.

## أحداث
- 1 ديسمبر – وباء إيبولا في غرب أفريقيا
- 24 يوليو – حادث قطار سانتياغو دي كومبوستيلا

## سياسة

### انتهاء فترة المنصب
- 31 أغسطس – كارمي تشاكون عضو مجلس النواب الإسباني  [لغات أخرى]‏.

## رياضة
- 1 يناير – بطولة مدريد للماسترز 2013
- 1 يناير – جائزة إسبانيا الكبرى للدراجات النارية 2013
- 1 يناير – جائزة كتالونيا الكبرى للدراجات النارية 2013
- 1 يناير – فولتا كاتالونيا 2013

## أفلام
من الأفلام التي صدرت هذه السنة في إسبانيا:
- 1 يناير – آخر مني من إخراج إيزابيل كويسيت.
- 1 يناير – أنا متحمس جدا من إخراج بيدرو ألمودوبار.
- 1 يناير – جلوريا من إخراج Sebastián Lelio [الإنجليزية]‏.
- 1 يناير – ليلة في المكسيك القديمة من إخراج Emilio Aragón Álvarez [الإنجليزية]‏.
- 17 يناير – ماما من إخراج أندريس موشيتي.
- 23 مايو – حياة أديل من إخراج عبد اللطيف كشيش.
- 23 مايو – سرعة وغضب 6 من إخراج فين ديزل، نيل إتش. موريتز، جستن لين.[1]
- 11 يونيو – عدو من إخراج دينيس فيلنوف.

## وفيات

### يناير
- 6 يناير – جون لوبيز (مواليد 1976) لاعب كرة قدم إسباني.

### أبريل
- 2 أبريل – خيسوس فرانكو (مواليد 1930)[2]
- 3 أبريل – خوان دياز (مواليد 1948) لاعب كرة قدم إسباني.[3]
- 6 أبريل – بيغاس لونا (مواليد 1946)[4]
- 6 أبريل – ميغيل بوليت (مواليد 1928) درّاج طريق إسباني.[5]
- 8 أبريل – خوسيه لويس سامبيدرو (مواليد 1917)[6]

### مايو
- 24 مايو – أنتونيو بوتشاديس (مواليد 1925) لاعب كرة قدم إسباني.[7]

### يونيو
- 2 يونيو – رامون سايز (مواليد 1940) دراج إسباني.
- 10 يونيو – إنريك أريزاولا (مواليد 1922) لاعب كرة قدم.[8]
- 11 يونيو – خوليو لافونتي (مواليد 1921) مهندس معماري إسباني.

### يوليو
- 30 يوليو – أنتوني راماييتس (مواليد 1924) لاعب كرة قدم إسباني.[9]

### سبتمبر
- 1 سبتمبر – إغناسيو إيزاغويري (مواليد 1920)[10]

### أكتوبر
- 11 أكتوبر – ماريا دي فيوتا (مواليد 1980)[11]